# Pizzo d'Andolla
Il Pizzo d'Andolla (3.656 m s.l.m. - Portjengrat in tedesco) è una montagna delle Alpi Pennine posta lungo la linea di confine tra l'Italia e la Svizzera.

## Caratteristiche
Nel versante italiano si trova al termine della valle Antrona (laterale della Val d'Ossola) e come tale è la seconda montagna più alta della val d'Ossola, dopo il massiccio del Monte Rosa, e prima del Monte Leone. Nel versante svizzero si trova sopra l'abitato di Saas-Almagell nella Saastal.
La montagna fu scalata per la prima volta nel 1884 da Seymour King, Ambros Supersaxo e Aloys Anthamatten.

## Salita alla vetta
Dal versante italiano la salita alla vetta è lunga ed impegnativa. Si parte normalmente dal Rifugio Andolla (2.052 m). Dal versante svizzero si può partire dall'Almagellerhütte. Sul versante italiano a quota 2.650 si trova il bivacco città di Varese che può essere usato come punto di appoggio e ricovero.